# Járngreipr

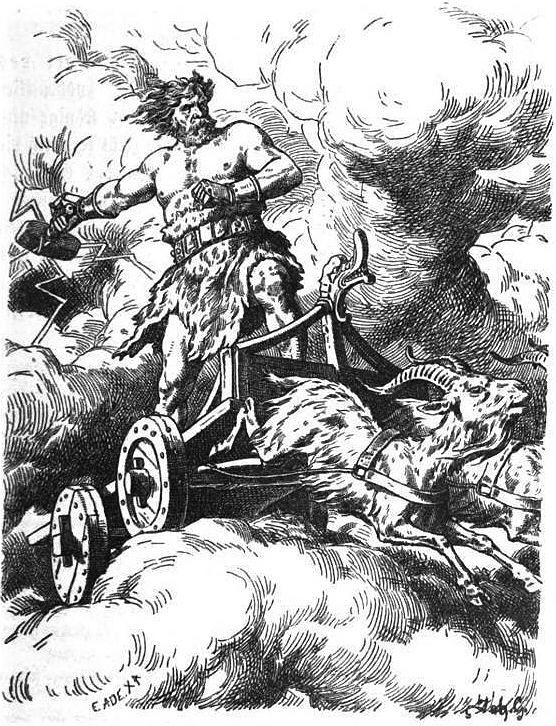
Thor (1901) di Johannes Gehrts.

Nella mitologia norrena, i Járngreipr sono dei guanti di ferro appartenenti a Thor. Quanto detto nella Edda in prosa, insieme al martello Mjölnir e alla cintura Megingjörð, fa parte dei tre possedimenti cruciali di Thor. Nel 20º capitolo del poema Gylfaginning, vengono richiesti i guanti per maneggiare il potente martello. La ragione può ricercarsi nella creazione stessa del martello, quando il nano che operava il mantice venne punto in un occhio da un tafano (si pensa che in realtà fosse Loki in incognito), causando per errore la forgiatura di un manico più corto.